# Islas de Barlovento (Polinesia Francesa)
Las islas de Barlovento o literalmente islas del Viento (en francés Îles-du-Vent; en tahitiano te fenua Ni’a Mata’i mā) son el grupo oriental de las islas de la Sociedad, en la Polinesia Francesa. Comprenden las islas de Tahití, Moorea, Maiao, Mehetia y Tetiaroa. Todas son islas altas de origen volcánico, excepto Tetiaroa que es un atolón.
Administrativamente el grupo forma una subdivisión administrativa de la Polinesia Francesa. Con una población de 162 686 habitantes (censo de 1996), concentra el 74 % del total del país, la mayoría en Tahití. El aeropuerto internacional de Tahití-Faa'a y el puerto de Papeete son las principales fuentes de comunicaciones.
La expresión "del viento", o "de barlovento", es una expresión marinera que indica el lado de donde viene el viento, especialmente respecto a una embarcación. Geográficamente se ha utilizado para indicar las costas o las islas orientales situadas a barlovento de los vientos alisios. Tradicionalmente se conoce como islas de Sotavento a las islas orientales de las Antillas, y como islas del Viento a las islas orientales del archipiélago de la Sociedad, aunque también se puede aplicar a otros archipiélagos.
Inicialmente el nombre de islas de la Sociedad lo utilizó James Cook por el grupo de islas de Sotavento. Los misioneros británicos en Tahití llamaron a las islas del Viento como islas Georgianas, a partir del nombre que dio Samuel Wallis a Tahití: King George III. A principios del siglo XIX se extendió el nombre de Sociedad para todo el archipiélago, diferenciando los dos grupos como Windward (del Viento) y Leeward (Sotavento).